# Vibeke Ankjær Axværd
Vibeke Ankjær Axværd (født 15. marts 1962) er en dansk skuespiller.
Axværd er uddannet fra Instituttet for Scenekunst i Italien i 1991 og læste hos Lee Strasberg i New York City i 1994. Sit folkelige gennembrud fik hun som Finns elskerinde i TAXA 1997-1999

## Filmografi
- Århus by Night (1989)
- Albert (1998)
- At kende sandheden (2002)
- Superbror (2009)
- De vildfarne (2016)
- Når solen skinner (2016)

### Tv-serier
- TAXA (1997-1999)
- Forsvar (2003)
- 2900 Happiness (2007)
- Den som dræber (2010)